# Pledging My Time
Pledging My Time è una canzone blues (scritta nello stile di Elmore James) composta e registrata da Bob Dylan per l'inclusione nel suo doppio album Blonde on Blonde del 1966. Venne registrata all'inizio del 1966 a Nashville, Tennessee con musicisti di studio durante le sessioni per la lavorazione dell'album.

## Il brano
Si tratta di un lento blues dall'atmosfera emotivamente opprimente accompagnato dalle frasi di chitarra di Robbie Robertson in stile "Chicago blues" e dall'armonica di Dylan coadiuvati dal piano blues di Hargus "Pig" Robbins e dalle rullate alla batteria di Kenny Buttrey. Nel testo, i riferimenti a "un mal di testa velenoso" e al trovarsi in una stanza "così soffocante che quasi non si riesce a respirare" evocano vividamente l'immagine di un fumoso bar notturno.
Curiosamente nel testo del brano è presente la strofa: «Someone sent for the ambulance / And one was sent / Somebody got lucky / But it was an accident» (Poi, hanno chiamato l'ambulanza / E uno l'hanno spedito / Qualcuno ha avuto fortuna / Ma è stato un incidente) ritenuta premonitrice dell'incidente motociclistico di cui sarebbe stato vittima Dylan di lì a poco dopo l'uscita dell'album.

### Pubblicazione
Oltre che in Blonde on Blonde, Pledging My Time venne pubblicata anche su singolo come B-side di Rainy Day Women#12 & 35. Il 45 giri raggiunse la seconda posizione nella classifica statunitense Billboard Hot 100 e la numero 7 nella britannica Official Singles Chart.

## Cover
Il brano è stato reinterpretato dal gruppo musicale psichedelico giapponese The Apryl Fool, sul loro album omonimo.